# Здеб Василь Вікторович
Васи́ль Ві́кторович Зде́б (позивний «Брат»; 20 березня 2001, с. Петриків, Тернопільська область — 1 листопада 2023, м. Київ, військовий госпіталь) — український військовослужбовець, лейтенант 54 ОМБр Збройних сил України, учасник російсько-української війни. Кавалер ордена «За мужність» III ступеня (2024, посмертно), почесний громадянин Тернопільської області (2024, посмертно).

## Життєпис
Василь Здеб народився 20 березня 2001 року в селі Петриків, Тернопільського району в родині священника.
У 2018—2022 роках навчався на юридичному факультеті Західноукраїнського національного університету. Закінчивши при виші військову кафедру, склав присягу на вірність українському народові й отримав звання молодшого лейтенанта.
Під час повномасштабного російського вторгнення в Україну служив командиром стрілецького взводу стрілецького батальйону 54-ї окремої механізованої бригади.
У жовтні 2023 року зазнав важких поранень. Проходив лікування в Київському військовому госпіталі. Помер 1 листопада 2023 року.
Похований 4 листопада 2023 року в селі Петрикові Тернопільського району, де проживав.
Залишилися батьки, брат і сестра, наречена.

## Нагороди та відзнаки
- орден «За мужність» III ступеня (29 лютого 2024, посмертно) — за особисту мужність, виявлену у захисті державного суверенітету та територіальної цілісності України, самовіддане виконання військового обов'язку[2];
- почесний громадянин Тернопільської області (2024, посмертно)[3];
- почесний нагрудний знак Головнокомандувача ЗСУ «Срібний хрест»;
- почесна відзнака «Хрест 54 ОМБР».

## Вшанування пам'яті
2024 року на честь Василя Здеба названо одну з вулиць села Петрикова Тернопільського району.